# Diecezja Vijayawada
Diecezja Vijayawada – diecezja rzymskokatolicka w Indiach. Została utworzona w 1933 jako misja sui iuris Bezwada. W 1937 podniesiona do rangi diecezji. W 1950 otrzymała obecną nazwę.

## Ordynariusze
- Domenico Grassi,  † (1933–1951 )
- Ambrogio De Battista, P.I.M.E. † (1951–1971)
- Joseph S. Thumma † (1971–1996)
- Marampudi Joji † (1996–2000)
  - Sede vacante (2000-2002)
- Prakash Mallavarapu (2002–2012)
  - Sede vacante (2012-2015)
- Joseph Raja Rao Thelegathoti, od 2015